# Leonardo Piepoli
Leonardo Piepoli, född 29 september 1971 i La Chaux-de-Fonds, Schweiz, är en italiensk före detta tävlingscyklist. Under sin karriär tävlade han bland annat för det spanska UCI ProTour-stallet Saunier Duval-Scott mellan 2004 och 2008. 
Piepoli blev professionell med det lilla stallet Refin 1995. Ett år senare cyklade han Tour de France för första gången med samma stall och slutade på 17:e plats i tävlingen. Piepoli har vunnit Subida a Urkiola fyra gånger (1995, 1999, 2003 och 2004) och har därmed rekordet i antal vinster där. Han vann två etapper på Giro d'Italia 2006. Året därpå vann han en etapp på det italienska etapploppet samt även bergspristävlingen. 
Piepoli har vunnit Vuelta a Aragón tre gånger (2000, 2002 och 2003). 
Under säsongen 2007 vann han etapp 9 på Vuelta a España. Han ledde bergspristävlingen när han lämnade tävlingen av personliga anledningar. 
Leonardo Piepoli vann etapp 10 på Tour de France 2008 efter att ha varit i en utbrytning med stallkamraten Juan José Cobo och luxemburgaren Fränk Schleck. Senare under tävlingen testades Piepolis stallkamrat Riccardo Riccò positivt för tredje generationens EPO, kallad CERA, och Saunier Duval-Scott valde att omedelbart lämna tävlingen.
Senare den veckan sparkade det spanska stallet Riccò, men också Leonardo Piepoli på grund av att de båda cyklisterna sysslat med doping och därmed brutit mot lagets etiska kod. Senare berättade den spanska tidningen El País att Leonardo Piepoli hade erkänt att han hade dopat sig med EPO. I oktober 2008 blev flera tester från Tour de France 2008 omananalyserade och några av dem tillhörde Piepoli. Testerna visade att Piepoli var dopad med CERA under tävlingen. Två av dem visade spår av den förbjudna substansen. I december 2008 erkände italienaren att han hade använt sig av CERA inför Tour de France 2008. En två års lång avstängning väntade italienaren men han valde att avsluta sin karriär.
| ”                  | Jag har raderat ut mig själv från den sport som betyder allt för mig. Det hade varit mer korrekt att ge mig en avstängning på fyra eller sex år eller till och med livstids avstängning. Vid 37 års ålder, med fru och barn, vad jag gjorde är oförsvarbart. Jag säger, "dopa dig inte för det kommer att finnas i ditt samvete och värdighet, för alltid. | „ |
| – Leonardo Piepoli | |   |

Hans seger på den tionde etappen i 2008 års Tour de France kommer med största sannolikhet att tilldelas Juan José Cobo.

## Meriter
1995
Subida a Urkiola
Bergspristävlingen, Schweiz runt
1996
17:e, Tour de France
1998
Etapp 4 Vuelta a Burgos
1999 – Banesto
Vuelta a Castilla y León
Etapp 2, Vuelta a Castilla y León
Subida a Urkiola
Etapp 4, Vuelta a Burgos
2000 – Banesto
Vuelta a Aragón
Vuelta a Burgos
Bergstävlingen Vuelta a Burgos
2:a, Subida a Urkiola
10:a, Giro d'Italia
2002 – Banesto
Vuelta a Aragón
Etapp 1, Vuelta a Aragón
Vuelta Asturias
etapp 4, Vuelta Asturias
2003 – Banesto
Subida a Urkiola
Vuelta a Aragón
Etapp 1, Vuelta a Aragón
Subida al Naranco
2004 – Saunier Duval-Prodir
Subida a Urkiola
Etapp 9 – Vuelta a España
3:a Vuelta a Aragon
3:a i Tour de Romandie
3:a i Subida al Naranco
3:a Vuelta a Burgos
2005 – Saunier Duval-Prodir
Etapp 4 – Katalonien runt
2:a, Katalonien runt
10:a, Tour de Suisse
23:a, Tour de France 2005
2006 – Saunier Duval-Prodir
Etapp 13, Giro d'Italia 2006
Etapp 17
8:a, Critérium du Dauphiné Libéré
11:a, Giro d'Italia 2006
13:e, Vuelta a España
2007 – Saunier Duval-Prodir
14:e Giro d'Italia 2007
Segrare i Bergspristävlingen
1:a, Etapp 10
2:a, Etapp 13
2:a, Etapp 15
2:a, Etapp 17
1:a, Etapp 9, Vuelta a España
2:a, Etapp 4
11:a, Critérium du Dauphiné Libéré
17:e, Romandiet runt
2008 – Saunier Duval-Scott
Etapp 10, Tour de France 2008

## Stall
- Refin 1995–1997
- Saeco 1998
- Banesto 1999–2003
- Saunier Duval-Prodir 2004–2008